# Consolidated A-11
Die Consolidated A-11 war ein einmotoriger Jagdbomber zur Erdkampfunterstützung des US-amerikanischen Herstellers Consolidated Aircraft.

## Geschichte
Das Muster basierte auf der Consolidated P-30. Da es während der Erprobungen den Erwartungen des United States Army Air Corps nicht entsprach, wurden nur fünf Prototypen und Vorserienflugzeuge gebaut.

## Varianten
Y1A-11ein Exemplar (USAAC Seriennr. 32-322) mit 675-PS-V-1570-57-Triebwerk gebaut
A-11fünf Stück gebaut mit 675-PS-V-1570-59-Triebwerk (s/n 33-208 bis 211) und Zweiblatt-Propeller
XA-11ein Exemplar gebaut mit 1000-PS-XV-1710-7-Triebwerk und höherem Gesamtgewicht

## Technische Daten
| Kenngröße             | Technische Daten                                            |
| --------------------- | ----------------------------------------------------------- |
| Herkunftsland         | USA                                                         |
| Erstflug              | 1933                                                        |
| Spannweite            | 13,83 m                                                     |
| Länge                 | 8,91 m                                                      |
| Triebwerk             | 1 × Curtiss V-1570-59 Conqueror V12 mit 675 PS (ca. 500 kW) |
| max. Startmasse       | 2490 kg                                                     |
| Höchstgeschwindigkeit | 376 km/h                                                    |
| Reichweite            | 1500 km                                                     |
| Gipfelhöhe            | 7100 m                                                      |
| Besatzung             | 2                                                           |
| Bewaffnung            | 4 × MG 7,62 mm vorwärts feuernd, 1 × MG 7,62 mm beweglich   |
| Bombenlast            | 180 kg                                                      |